# Dryobotodes clausa
Dryobotodes clausa là một loài bướm đêm trong họ Noctuidae.